# Иван Павлов. Поиски истины
«Иван Павлов. Поиски истины» — советский мини-сериал (в современной ему советской терминологии — 5-серийный телефильм) 1984 года, повествующий о жизни великого русского учёного, физиолога, нобелевского лауреата Ивана Петровича Павлова. Кинематографическая картина отображает жизнь от юного возраста, студенческих лет и становления личности как учёного в Российской империи, далее демонстрирует тяготы во время беспорядков и революций и завершается последними годами жизни Ивана Петровича.

## Сюжет
1-я серия «Родился я в Рязани». Иван Петрович Павлов родился 14 сентября 1849 года в Рязани в семье священника. Однажды он тяжело заболел, и родители отправили его лечиться в монастырь. Начальное образование будущий учёный получил в церковно-приходской школе.
2-я серия «Нерешённый вопрос». Иван Павлов пошёл по стопам отца-священника. Он поступил в духовную семинарию, после окончания которой мечтал построить школу для крестьянских детей, но в 1870 году решил уйти из семинарии. После долгих размышлений отец благословил сына на учёбу в университете.
3-я серия «Реалисты». В 1870 году Иван Павлов стал студентом факультета химии и физиологии Санкт-Петербургского университета. Он не разделял революционных убеждений своих сверстников, поддерживающих идеи террора, поскольку верил, что счастье в России нельзя построить на крови, а лишь на разумном труде каждого. В 1881 году Иван Павлов познакомился с Серафимой, своей будущей женой.
4-я серия «Господин Факт». В 1890 году Иван Павлов стал профессором Императорской медицинской академии, где работал до 1924 года. В Институте экспериментальной медицины Павлов положил начало исследованиям желёз внутренней секреции. Эти исследования заняли у учёного более десяти лет. На эти годы пришелся расцвет его научного дарования.
5-я серия «Ессе Homo. Человек». Организация для великого учёного биологической станции в Колтушах под Ленинградом. В этом месте он и его ученики продолжили проводить опыты. В 1935 году Иван Павлов выступил на ХV Международном конгрессе физиологов, где был признан старейшиной физиологов мира.

## В ролях
- Рим Аюпов — Иван Петрович Павлов (в зрелом возрасте)
- Василий Мищенко — Иван Петрович Павлов (в молодости)
- Дмитрий Воронец — Иван Петрович Павлов (в юности)
- Олег Ладыгин — Иван Петрович Павлов (в детстве)
- Тамара Дегтярёва — Варвара, мать Ивана Павлова
- Виктор Степанов — Пётр Дмитриевич Павлов, отец Ивана Павлова
- Виктор Гоголев — игумен (озвучил Игорь Ефимов)
- Зинаида Славина — тётя Ивана Павлова
- Игорь Иванов — Павел Алексеевич, учитель арифметики
- Игорь Лепихин — Дмитрий Петрович Павлов (в молодости)
- Ричард Богуцкий — Дмитрий Петрович Павлов (в зрелом возрасте)
- Владимир Осипчук — Алексей Фёдоров
- Павел Романов — Сергей Петрович Боткин
- Анатолий Рудаков — Савва, монах
- Бруно Фрейндлих — Иван Сергеевич Тургенев
- Николай Боярский — врач
- Михаил Черняк — ассистент (первая роль в кино, нет в титрах)